# Phyllanthus leucochlamys
Phyllanthus leucochlamys là một loài thực vật có hoa trong họ Diệp hạ châu. Loài này được Radcl.-Sm. mô tả khoa học đầu tiên năm 2007.